# Empíreo

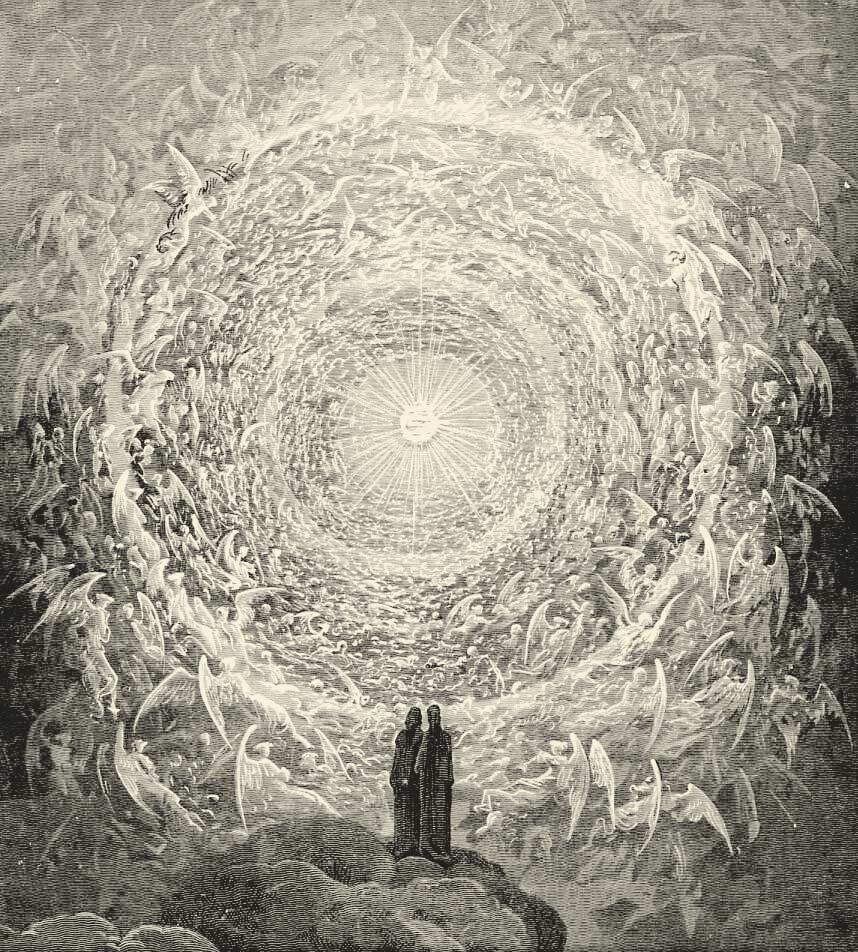
En la Divina comedia, del poeta Dante Alighieri, se encuentra una célebre aparición del Empíreo.

El Empíreo es en la teología católica medieval el más alto de los cielos. Es asimismo el sitio de la presencia plena de Dios, donde residen los ángeles y las almas acogidas en el Paraíso, así como los bienaventurados.

## Características
El Empíreo se enmarca en el ámbito de la teoría geocéntrica, que hasta la publicación de las teorías de Copérnico en 1543 era unánimemente aceptado por los expertos en la materia. Según el modelo de Ptolomeo, la Tierra se encontraba en el centro del universo, rodeada por ocho esferas celestes (los cielos): los primeros siete eran planetas (Luna, Mercurio, Venus, Sol, Marte, Júpiter, Saturno), mientras que en la octava se encontraban las estrellas.
Los teólogos medievales, inspirándose en la doctrina de Aristóteles, introdujeron un noveno cielo, el Primer móvil que no estaba contenido por ningún otro, pero que originaba y alimentaba el movimiento de los otros ocho. Esta visión subrayaba la importancia del número nueve en cuanto expresión de la trinidad de Dios (9 = 3×3).
El Empíreo se encontraba sobre los citados nueve cielos. No estaba limitado espacialmente ni constituido de materia, como sí se pensaba que lo estaban las otras regiones. Era en realidad un sitio espiritual, fuera del tiempo y del espacio. Mientras los nueve cielos están en continuo movimiento, el Empíreo se encuentra eternamente inmóvil.

## En laDivina comedia
La más famosa descripción del Empíreo es la ofrecida por Dante en la Divina comedia: tras atravesar los nueve cielos del Paraíso. El poeta imagina este cielo, que Beatriz describe en los siguientes términos:

Hemos salido fuera
del mayor cuerpo al cielo que es luz pura:

luz intelectual, plena de amor;
amor de verdadero bien, lleno de dicha;
dicha que trasciende toda dulzura.

Aquí verás a ambas milicias
del paraíso, y a una con el mismo aspecto
en que la verás en la última justicia.
Paraíso Canto XXX.

El poeta dice haber encontrado las tribunas de los beatos, cada uno en el puesto que se le ha destinado, con forma de anfiteatro que el poeta compara con una "cándida rosa". Contempla también las jerarquías de los ángeles, que describe en nueve círculos concéntricos, a imagen de los nueve cielos. En el centro, en fin, encuentra un punto muy luminoso, que es Dios, cuya contemplación (durante la cual el poeta entiende los misterios de la Trinidad y de la Encarnación) constituye el objeto del último canto del poema.